# Hidrazină
Hidrazina este un compus anorganic cu formula chimică N2H4. Este denumită și diazan, fiind o hidrură de azot cu doi atomi de azot, al doilea membru al seriei azanilor după amoniac și înaintea triazanului. Este un lichid inflamabil incolor cu un ușor miros asemănător cu cel al amoniacului. Este foarte toxică și foarte instabilă în stare pură necesitând vehiculare sub formă de soluție de hidrat. 
Se produc anual circa 260 mii tone fiind folosită ca agent în prepararea de spume polimere, dar având și alte aplicații ca precursor al catalizatorilor de polimerizare sau uz farmaceutic. Este produsă prin oxidarea amoniacului cu peroxid de hidrogen.
De asemenea este folosită în diverși combustibili pentru rachete, și pentru a produce gazul folosit în airbaguri.
Hidrazina este folosită în centrale electrice, atât convenționale cât și nucleare, pentru a controla concentrația de oxigen dizolvat în abur, pentru a reduce coroziunea.

## Autoprotonare
Poate forma ioni hidraziniu prin autoprotonare.